# 퀵 맨
《퀵 맨》(Quick Man)은 한국에서 제작된 이혁수 감독의 2002년 영화이며  윤세웅 등이 주연으로 출연하였는데 이혁수 감독은 《알바트로스》가 도식적인 인물 설정, 극적 반전요소 미흡이 치명적 약점으로 작용하여 흥행에 실패하여 이 작품 이후 영화 연출 활동이 전무해졌다가 해당 작품을 통해 영화 연출활동을 재개했지만  80년대에 나올 법한 다찌마와리식의 액션 무협물이었다는 평을 들어 개봉되지 못했고 그 이후 영화 연출 활동이 끊겼다.

## 출연

### 주연
- 윤세웅
- 전혜윤

1. ↑  문호진 (1996년 7월 17일). “【영화읽기】 90년대 중반에 돌출적 70년대식 반공물”. 헤럴드경제. 2024년 1월 6일에 확인함.